# Vòng loại Giải vô địch bóng đá nữ U-17 châu Âu 2013
Vòng loại Giải vô địch bóng đá nữ U-17 châu Âu 2013 diễn ra từ 28 tháng 8 tới 3 tháng 11 năm 2012 nhằm xác định bốn đội tuyển dự vòng chung kết Giải vô địch bóng đá nữ U-17 châu Âu 2012 tại Nyon, Thụy Sĩ.
Có 44 đội tuyển tham dự vòng loại thứ nhất, chia làm 11 bảng, mỗi bảng 4 đội. Các đội nhất bảng và năm đội nhì xuất sắc nhất lọt vào vòng loại thứ hai. Ở vòng hai, 16 đội được chia thành bốn bảng bốn đội trong đó các đội đầu bảng lọt vào vòng chung kết.

## Vòng một

### Bảng 1
| Đội      | Tr | T | H | B | BT | BB | HS  | Đ |
| -------- | -- | - | - | - | -- | -- | --- | - |
| Thụy Sĩ  | 3  | 3 | 0 | 0 | 21 | 1  | +20 | 9 |
| Bỉ       | 3  | 2 | 0 | 1 | 18 | 2  | +16 | 6 |
| Bulgaria | 3  | 1 | 0 | 2 | 1  | 20 | −19 | 3 |
| Moldova  | 3  | 0 | 0 | 3 | 0  | 17 | −17 | 0 |

| Thụy Sĩ | 11 – 0   | Bulgaria |
| --- | -------- | -------- |
| Calligaris 17', 32', 37', 58', 64' (ph.đ.) · Wyder 29' · Müller 31' · Vienne 39' · Mauron 42' · Rossire 49', 70' | Chi tiết |          |

| Bỉ                                                                             | 8 – 0    | Moldova |
| ------------------------------------------------------------------------------ | -------- | ------- |
| Maximus 3' · Van Ackere 9', 12', 22', 39', 71' · Janssens 73' · Raekelboom 78' | Chi tiết |         |

| Bulgaria | 0 – 9    | Bỉ |
| -------- | -------- | --- |
|          | Chi tiết | Iliano 8' · Aertsen 25' · Raekelboom 40+3', 51' · Vandenbussche 41' · Koenig 58', 78' · De Caigny 66' · Maximus 73' |

| Thụy Sĩ                                                                               | 8 – 0    | Moldova |
| ------------------------------------------------------------------------------------- | -------- | ------- |
| Stierli 6' · Calligaris 36', 51' (ph.đ.), 53' · Mauron 46' · Schmoutz 48', 58', 80+2' | Chi tiết |         |

| Bỉ          | 1 – 2    | Thụy Sĩ                      |
| ----------- | -------- | ---------------------------- |
| Aertsen 60' | Chi tiết | Calligaris 11' · Stierli 36' |

| Moldova | 0 – 1    | Bulgaria     |
| ------- | -------- | ------------ |
|         | Chi tiết | Damyanova 6' |

### Bảng 2
| Đội         | Tr | T | H | B | BT | BB | HS  | Đ |
| ----------- | -- | - | - | - | -- | -- | --- | - |
| Bắc Ireland | 3  | 2 | 1 | 0 | 5  | 1  | +4  | 7 |
| Ý           | 3  | 2 | 0 | 1 | 9  | 2  | +7  | 6 |
| Anh         | 3  | 1 | 1 | 1 | 6  | 4  | +2  | 4 |
| Israel      | 3  | 0 | 0 | 3 | 1  | 14 | −13 | 0 |

| Ý                                                          | 5 – 0    | Israel |
| ---------------------------------------------------------- | -------- | ------ |
| Pittaccio 50', 55' · Giugliano 62', 66' · Nakav 77' (l.n.) | Chi tiết |        |

| Anh | 0 – 0    | Bắc Ireland |
| --- | -------- | ----------- |
|     | Chi tiết |             |

| Anh                                              | 5 – 0    | Israel |
| ------------------------------------------------ | -------- | ------ |
| Flint 14', 19', 35' · Sampson 29' · Humphrey 42' | Chi tiết |        |

| Bắc Ireland  | 1 – 0    | Ý |
| ------------ | -------- | - |
| Feehan 40+2' | Chi tiết |   |

| Ý                                       | 4 – 1    | Anh       |
| --------------------------------------- | -------- | --------- |
| Pittaccio 12', 19', 39' · Giugliano 67' | Chi tiết | Flint 70' |

| Israel      | 1 – 4    | Bắc Ireland                                 |
| ----------- | -------- | ------------------------------------------- |
| Ibrahim 58' | Chi tiết | 15', 25' Mccarron · 39' Burden · 74' Mackin |

### Bảng 3
| Đội                  | Tr | T | H | B | BT | BB | HS  | Đ |
| -------------------- | -- | - | - | - | -- | -- | --- | - |
| Pháp                 | 3  | 3 | 0 | 0 | 22 | 0  | +22 | 9 |
| Hungary              | 3  | 1 | 1 | 1 | 12 | 8  | +4  | 4 |
| Bosna và Hercegovina | 3  | 1 | 1 | 1 | 8  | 8  | 0   | 4 |
| Litva                | 3  | 0 | 0 | 3 | 0  | 26 | −26 | 0 |

| Pháp                                                        | 5 – 0    | Bosna và Hercegovina |
| ----------------------------------------------------------- | -------- | -------------------- |
| Karchaoui 13' · Léger 36' · Gauvin 45', 54' · Rougemont 52' | Chi tiết |                      |

| Hungary                                                                              | 9 – 0    | Litva |
| ------------------------------------------------------------------------------------ | -------- | ----- |
| Kaján 12', 39', 70' · Zólyomi 31' · Szabó 53', 72' · Diószegi 56', 80+3' · Rózsa 65' | Chi tiết |       |

| Bosna và Hercegovina                      | 3 – 3    | Hungary                                 |
| ----------------------------------------- | -------- | --------------------------------------- |
| Zukić 10' · Koprena 19' · Kapetanović 76' | Chi tiết | 30' Kaján · 37' Diószegi · 79' Fenyvesi |

| Pháp | 12 – 0   | Litva |
| --- | -------- | ----- |
| Gauvin 4', 38' · Rougemont 26' · Vallet 28', 40+1' · Elisor 45' · Gasnier 51' · Noiran 52', 68' · Mansuy 54' · Pingeon 73', 77' | Chi tiết |       |

| Hungary | 0 – 5    | Pháp                                             |
| ------- | -------- | ------------------------------------------------ |
|         | Chi tiết | 18' Rougemont · 21' Léger · 25', 52', 69' Gauvin |

| Litva | 0 – 5    | Bosna và Hercegovina                        |
| ----- | -------- | ------------------------------------------- |
|       | Chi tiết | 4', 15', 29', 52' Koprena · 80' Kapetanović |

### Bảng 4
| Đội          | Tr | T | H | B | BT | BB | HS  | Đ |
| ------------ | -- | - | - | - | -- | -- | --- | - |
| Cộng hòa Séc | 3  | 3 | 0 | 0 | 9  | 0  | +9  | 9 |
| Iceland      | 3  | 2 | 0 | 1 | 8  | 3  | +5  | 6 |
| Slovenia     | 3  | 1 | 0 | 2 | 3  | 7  | −4  | 3 |
| Estonia      | 3  | 0 | 0 | 3 | 1  | 11 | −10 | 0 |

| Cộng hòa Séc                               | 3 – 0    | Estonia |
| ------------------------------------------ | -------- | ------- |
| Křivská 5' · Svitková 59' · Švimberská 70' | Chi tiết |         |

| Iceland                       | 3 – 0    | Slovenia |
| ----------------------------- | -------- | -------- |
| Hafsteinsdóttir 25', 49', 63' | Chi tiết |          |

| Cộng hòa Séc                         | 4 – 0    | Slovenia |
| ------------------------------------ | -------- | -------- |
| Majerová 1', 24' · Svitková 19', 27' | Chi tiết |          |

| Estonia     | 1 – 5    | Iceland                                                                                             |
| ----------- | -------- | --------------------------------------------------------------------------------------------------- |
| Läänmäe 78' | Chi tiết | 19' H. Jonsdóttir · 25' Olafsdóttir · 31' Sigurjonsdóttir · 40+2' R. Jonsdóttir · 52' Saevarsdóttir |

| Slovenia                                | 3 – 0    | Estonia |
| --------------------------------------- | -------- | ------- |
| Lombar 8' · Ivanuša 44' · Gregorčič 54' | Chi tiết |         |

| Iceland | 0 – 2    | Cộng hòa Séc                   |
| ------- | -------- | ------------------------------ |
|         | Chi tiết | 44' Švimberská · 80+5' Bužková |

### Bảng 5
| Đội           | Tr | T | H | B | BT | BB | HS  | Đ |
| ------------- | -- | - | - | - | -- | -- | --- | - |
| Đan Mạch      | 3  | 3 | 0 | 0 | 12 | 0  | +12 | 9 |
| Serbia        | 3  | 2 | 0 | 1 | 7  | 8  | −1  | 6 |
| Scotland      | 3  | 1 | 0 | 2 | 9  | 5  | +4  | 3 |
| Bắc Macedonia | 3  | 0 | 0 | 3 | 0  | 15 | −15 | 0 |

| Đan Mạch                                    | 4 – 0    | Bắc Macedonia |
| ------------------------------------------- | -------- | ------------- |
| Dybdahl 4', 60' · Andersen 62' · Hansen 76' | Chi tiết |               |

| Scotland                | 2 – 3    | Serbia                                      |
| ----------------------- | -------- | ------------------------------------------- |
| Graham 9' · Jackson 27' | Chi tiết | 15' Blagojević · 40+2' Pantelić · 42' Matić |

| Đan Mạch                                                         | 6 – 0    | Serbia |
| ---------------------------------------------------------------- | -------- | ------ |
| Hansen 37', 41' · Madsen 54', 80+3' · Jessen 70' · Dybdahl 80+1' | Chi tiết |        |

| Bắc Macedonia | 0 – 7    | Scotland                                                                          |
| ------------- | -------- | --------------------------------------------------------------------------------- |
|               | Chi tiết | 13' Cairns · 39', 73', 78' Ness · 69' Sinclair · 71' Gilchrist · 80+1' Williamson |

| Scotland | 0 – 2    | Đan Mạch                |
| -------- | -------- | ----------------------- |
|          | Chi tiết | 11' Hansen · 33' Jessen |

| Serbia                                                 | 4 – 0    | Bắc Macedonia |
| ------------------------------------------------------ | -------- | ------------- |
| Blagojević 33', 57' · Djordjević 38' · Milivojević 40' | Chi tiết |               |

### Bảng 6
Do mưa tuyết nặng hạt vào ngày 29 tháng 10 nên lượt trận đầu tiên bị hoãn một ngày. Lượt trận thứ hai cũng phải đẩy lui xuống một ngày.
| Đội        | Tr | T | H | B | BT | BB | HS  | Đ |
| ---------- | -- | - | - | - | -- | -- | --- | - |
| Thụy Điển  | 3  | 2 | 1 | 0 | 18 | 3  | +15 | 7 |
| Áo         | 3  | 2 | 1 | 0 | 16 | 3  | +13 | 7 |
| Azerbaijan | 3  | 1 | 0 | 2 | 10 | 11 | –1  | 3 |
| Croatia    | 3  | 0 | 0 | 3 | 0  | 25 | –25 | 0 |

| Thụy Điển                                                                   | 9 – 0    | Croatia |
| --------------------------------------------------------------------------- | -------- | ------- |
| Blackstenius 32', 34', 66' · Oskarsson 39', 40', 55' · Hallin 56', 58', 71' | Chi tiết |         |

| Áo                                                     | 4 – 1    | Azerbaijan  |
| ------------------------------------------------------ | -------- | ----------- |
| Billa 23' · Maierhofer 30' · Aufhauser 66' · Dunst 68' | Chi tiết | Dangadze 6' |

| Thụy Điển                                                                                     | 7 – 1    | Azerbaijan    |
| --------------------------------------------------------------------------------------------- | -------- | ------------- |
| Andersson 11' (ph.đ.) · Hallin 27', 68' · Ohlsson 30' · Blackstenius 49' · Oskarsson 59', 63' | Chi tiết | Sarialtin 32' |

| Croatia | 0 – 10   | Áo |
| ------- | -------- | --- |
|         | Chi tiết | Billa 9', 23', 56' · Maierhofer 32', 65' · Leitner 38', 62' · Dunst 44' · Aufhauser 48' · Knauseder 69' (ph.đ.) |

| Azerbaijan                                                                                              | 6 – 0    | Croatia |
| --- | -------- | ------- |
| Mansimova 2' · Jalilli 17' · Aliyeva 25' · Nasirova 37' · Sharifova 56' (ph.đ.) · Sarialtin 70' (ph.đ.) | Chi tiết |         |

| Áo            | 2 – 2    | Thụy Điển                                |
| ------------- | -------- | ---------------------------------------- |
| Billa 8', 71' | Chi tiết | Krammer 39' (l.n.) · Rytting Kaneryd 42' |

### Bảng 7
| Đội     | Tr | T | H | B | BT | BB | HS  | Đ |
| ------- | -- | - | - | - | -- | -- | --- | - |
| Đức     | 3  | 2 | 1 | 0 | 13 | 2  | +11 | 7 |
| Nga     | 3  | 2 | 0 | 1 | 9  | 9  | 0   | 6 |
| Hy Lạp  | 3  | 1 | 1 | 1 | 3  | 3  | 0   | 4 |
| România | 3  | 0 | 0 | 3 | 1  | 12 | –11 | 0 |

| Nga                                                                           | 6 – 1    | România      |
| ----------------------------------------------------------------------------- | -------- | ------------ |
| Andreeva 8', 50', 53' · Bychkova 49' · Belomyttseva 63' · Chernomyrdina 80+1' | Chi tiết | Bistrian 35' |

| Đức           | 1 - 1    | Hy Lạp           |
| ------------- | -------- | ---------------- |
| Dieckmann 42' | Chi tiết | Trifinopoulou 6' |

| Đức                                       | 5 – 0    | România |
| ----------------------------------------- | -------- | ------- |
| Sehan 22' · Mayr 30', 40', 50' · Gier 71' | Chi tiết |         |

| Hy Lạp      | 1 – 2    | Nga                         |
| ----------- | -------- | --------------------------- |
| Giannou 62' | Chi tiết | Danilova 39' · Andreeva 52' |

| Nga              | 1 – 7    | Đức                                                          |
| ---------------- | -------- | ------------------------------------------------------------ |
| Belomyttseva 48' | Chi tiết | Gier 15', 16', 62' · Sehan 42', 68', 72' · Ortega-Jurado 70' |

| România | 0 – 1    | Hy Lạp              |
| ------- | -------- | ------------------- |
|         | Chi tiết | Trifinopoulou 80+2' |

### Bảng 8
Tám bàn của Vivianne Miedema trong trận gặp Kazakhstan thiết lập kỷ lục mới tại giải.
| Đội        | Tr | T | H | B | BT | BB | HS  | Đ |
| ---------- | -- | - | - | - | -- | -- | --- | - |
| Hà Lan     | 3  | 3 | 0 | 0 | 42 | 0  | +42 | 9 |
| Montenegro | 3  | 2 | 0 | 1 | 5  | 16 | −11 | 6 |
| Ukraina    | 3  | 1 | 0 | 2 | 6  | 17 | −11 | 3 |
| Kazakhstan | 3  | 0 | 0 | 3 | 1  | 21 | −20 | 0 |

| Hà Lan | 15 – 0   | Montenegro |
| --- | -------- | ---------- |
| Miedema 8', 30', 43', 63', 75', 80+1' · Admiraal 10', 25', 52' · Roord 34', 53', 80' · Huisman 42', 55' · Strik 78' | Chi tiết |            |

| Ukraina                                                        | 6 – 0    | Kazakhstan |
| -------------------------------------------------------------- | -------- | ---------- |
| Korniychuk 4', 35', 57' · Boiko 27', 31' · Abisheva 41' (l.n.) | Chi tiết |            |

| Montenegro          | 1 – 0    | Ukraina |
| ------------------- | -------- | ------- |
| Vulić 40+3' (ph.đ.) | Chi tiết |         |

| Hà Lan                                                                             | 11 – 0   | Kazakhstan |
| ---------------------------------------------------------------------------------- | -------- | ---------- |
| Admiraal 5' · Miedema 18', 22', 27', 38', 43', 46', 74', 80+4' · Hendriks 53', 72' | Chi tiết |            |

| Ukraina | 0 - 16   | Hà Lan |
| ------- | -------- | --- |
|         | Chi tiết | Roord 9', 30', 32', 51', 54', 69' · Miedema 18', 25', 28', 42' · Hendriks 40' · Andrukhiv 48' (l.n.) · Abbing 55', 57' · Admiraal 60' · Strik 73' |

| Kazakhstan     | 1 - 4    | Montenegro                     |
| -------------- | -------- | ------------------------------ |
| Bortnikova 47' | Chi tiết | Čorić 5' · Bojat 23', 51', 59' |

### Bảng 9
| Đội              | Tr | T | H | B | BT | BB | HS  | Đ |
| ---------------- | -- | - | - | - | -- | -- | --- | - |
| Cộng hòa Ireland | 3  | 3 | 0 | 0 | 12 | 1  | +11 | 9 |
| Phần Lan         | 3  | 2 | 0 | 1 | 15 | 2  | +13 | 6 |
| Belarus          | 3  | 1 | 0 | 2 | 4  | 7  | −3  | 3 |
| Gruzia           | 3  | 0 | 0 | 3 | 1  | 22 | −21 | 0 |

| Cộng hòa Ireland                   | 3 – 0    | Belarus |
| ---------------------------------- | -------- | ------- |
| Connolly 27', 72' · O'Connor 80+3' | Chi tiết |         |

| Phần Lan | 11 – 0   | Gruzia |
| --- | -------- | ------ |
| Nuutinen 6', 35' · Front 15' · Björkskog 30', 56', 73', 80' · Tunturi 37', 70' · Kollanen 54' · Wentjärvi 77' | Chi tiết |        |

| Cộng hòa Ireland                                                                                | 7 – 0    | Gruzia |
| ----------------------------------------------------------------------------------------------- | -------- | ------ |
| Connolly 14' · Mccarthy 16' · Casserly 19', 71' · Mcgeough 23' · O'Connor 40+1' · Carroll 80+1' | Chi tiết |        |

| Belarus | 0 – 3    | Phần Lan                                  |
| ------- | -------- | ----------------------------------------- |
|         | Chi tiết | 9' Björkskog · 64' Ahtinen · 65' Nuutinen |

| Phần Lan    | 1 – 2    | Cộng hòa Ireland                |
| ----------- | -------- | ------------------------------- |
| Tunturi 71' | Chi tiết | 26' (l.n.) Laakso · 74' Frawley |

| Gruzia        | 1 – 4    | Belarus                                                        |
| ------------- | -------- | -------------------------------------------------------------- |
| Cheminava 54' | Chi tiết | 3' Verholaytseva · 31' Duben · 76' Vasilyeva · 80+1' Gagakhova |

### Bảng 10
| Đội        | Tr | T | H | B | BT | BB | HS  | Đ |
| ---------- | -- | - | - | - | -- | -- | --- | - |
| Na Uy      | 3  | 3 | 0 | 0 | 18 | 1  | +17 | 9 |
| Thổ Nhĩ Kỳ | 3  | 2 | 0 | 1 | 4  | 5  | –1  | 6 |
| Wales      | 3  | 1 | 0 | 2 | 4  | 7  | –3  | 3 |
| Latvia     | 3  | 0 | 0 | 3 | 0  | 13 | –13 | 0 |

| Wales | 0 – 2    | Thổ Nhĩ Kỳ             |
| ----- | -------- | ---------------------- |
|       | Chi tiết | 16' (ph.đ.), 72' Topçu |

| Na Uy                                                                                              | 8 – 0 (Latvia xin thua) | Latvia |
| -------------------------------------------------------------------------------------------------- | ----------------------- | ------ |
| Cesilie Andreassen 2' · Sævik 11' · Markussen 17', 59' (ph.đ.) · Jensen 38', 40', 50' · Hansen 57' | Chi tiết                |        |

| Na Uy                                            | 5 – 1    | Thổ Nhĩ Kỳ |
| ------------------------------------------------ | -------- | ---------- |
| Jensen 7', 44' · Hansen 18' · Markussen 20', 31' | Chi tiết | 78' Topçu  |

| Latvia | 0 – 4    | Wales                                     |
| ------ | -------- | ----------------------------------------- |
|        | Chi tiết | 47' Revitt · 55' Young · 56', 80+2' Lloyd |

| Wales | 0 – 5    | Na Uy                                                       |
| ----- | -------- | ----------------------------------------------------------- |
|       | Chi tiết | 4' Markussen · 44', 45', 58' Jensen · 60' Cecilie Dekkerhus |

| Thổ Nhĩ Kỳ | 1 – 0    | Latvia |
| ---------- | -------- | ------ |
| Topçu 34'  | Chi tiết |        |

### Bảng 11
| Đội            | Tr | T | H | B | BT | BB | HS  | Đ |
| -------------- | -- | - | - | - | -- | -- | --- | - |
| Tây Ban Nha    | 3  | 3 | 0 | 0 | 15 | 0  | +15 | 9 |
| Ba Lan         | 3  | 2 | 0 | 1 | 7  | 3  | +4  | 6 |
| Slovakia       | 3  | 1 | 0 | 2 | 4  | 9  | –5  | 3 |
| Quần đảo Faroe | 3  | 0 | 0 | 3 | 1  | 15 | –14 | 0 |

| Tây Ban Nha                                                                            | 8 – 0    | Quần đảo Faroe |
| -------------------------------------------------------------------------------------- | -------- | -------------- |
| Esteban 12', 80+1' · Hernández 27', 37' · Garrote 28', 52' · Campo 55' · Caldentey 75' | Chi tiết |                |

| Ba Lan                                   | 4 – 0    | Slovakia |
| ---------------------------------------- | -------- | -------- |
| Konat 16' · Jaszek 36' · Zapała 71', 74' | Chi tiết |          |

| Tây Ban Nha                          | 4 – 0    | Slovakia |
| ------------------------------------ | -------- | -------- |
| Esteban 26', 27', 78' · García 80+1' | Chi tiết |          |

| Quần đảo Faroe | 0 – 3    | Ba Lan                       |
| -------------- | -------- | ---------------------------- |
|                | Chi tiết | 63' Matysik · 67', 68' Pajor |

| Ba Lan | 0 – 3    | Tây Ban Nha                     |
| ------ | -------- | ------------------------------- |
|        | Chi tiết | 12', 69' García · 60' Caldentey |

| Slovakia                             | 4 – 1    | Quần đảo Faroe |
| ------------------------------------ | -------- | -------------- |
| Čopíková 5', 11', 44', 80+3' (ph.đ.) | Chi tiết | 29' Johannesen |

### Xếp hạng đội nhì bảng
Chỉ các trận đấu với đội nhất bảng và thứ ba mới được sử dụng để xác định thứ hạng.
| Bg |            | Tr | T | H | B | BT | BT | HS  | Đ |
| -- | ---------- | -- | - | - | - | -- | -- | --- | - |
| 6  | Áo         | 2  | 1 | 1 | 0 | 6  | 3  | +2  | 4 |
| 1  | Bỉ         | 2  | 1 | 0 | 1 | 10 | 2  | +8  | 3 |
| 2  | Ý          | 2  | 1 | 0 | 1 | 4  | 2  | +2  | 3 |
| 9  | Phần Lan   | 2  | 1 | 0 | 1 | 4  | 2  | +2  | 3 |
| 11 | Ba Lan     | 2  | 1 | 0 | 1 | 4  | 3  | +1  | 3 |
| 4  | Iceland    | 2  | 1 | 0 | 1 | 3  | 2  | +1  | 3 |
| 10 | Thổ Nhĩ Kỳ | 2  | 1 | 0 | 1 | 3  | 5  | –2  | 3 |
| 5  | Serbia     | 2  | 1 | 0 | 1 | 3  | 8  | –5  | 3 |
| 7  | Nga        | 2  | 1 | 0 | 1 | 3  | 8  | –5  | 3 |
| 8  | Montenegro | 2  | 1 | 0 | 1 | 1  | 15 | –14 | 3 |
| 3  | Hungary    | 2  | 0 | 1 | 1 | 3  | 8  | –5  | 1 |

## Vòng hai

### Xếp hạt giống
Các đội được phân hạt giống dựa trên kết quả vòng một.
| Nhóm A                          | Nhóm B                                                   | Nhóm C                             | Nhóm D                     |
| ------------------------------- | -------------------------------------------------------- | ---------------------------------- | -------------------------- |
| Hà Lan · Pháp · Thụy Sĩ · Na Uy | Tây Ban Nha · Đan Mạch · Cộng hòa Ireland · Cộng hòa Séc | Thụy Điển · Áo · Đức · Bắc Ireland | Bỉ · Phần Lan · Ý · Ba Lan |

Các đội in nghiêng là đội chủ nhà của bảng đấu.

### Bảng 1
Hai trận lượt cuối dự kiến diễn ra đồng thời lúc 17:00 ngày 12 tháng 3, Đan Mạch gặp Hà Lan ở Tessenderlo còn Bỉ gặp Đức ở Tongeren, nhưng do tuyết rơi dày khiến lượt cuối phải rời sang Genk. Tuy nhiên thời tiết tại Genk cũng không khả quan khiến các trận đấu phải rời sang tháng 4.
| Đội      | Tr | T | H | B | BT | BB | HS | Đ |
| -------- | -- | - | - | - | -- | -- | -- | - |
| Bỉ       | 3  | 1 | 2 | 0 | 5  | 2  | +3 | 5 |
| Đan Mạch | 3  | 1 | 2 | 0 | 5  | 4  | +1 | 5 |
| Đức      | 3  | 1 | 1 | 1 | 6  | 3  | +3 | 4 |
| Hà Lan   | 3  | 0 | 1 | 2 | 3  | 10 | −7 | 1 |

| Đan Mạch   | 1 – 1    | Bỉ          |
| ---------- | -------- | ----------- |
| Madsen 49' | Chi tiết | Aertsen 46' |

| Hà Lan       | 1 – 5    | Đức                                  |
| ------------ | -------- | ------------------------------------ |
| Van Gurp 22' | Chi tiết | Sehan 6', 46', 60' · Bremer 69', 78' |

| Đức      | 1 – 2    | Đan Mạch                   |
| -------- | -------- | -------------------------- |
| Sehan 5' | Chi tiết | Hansen 65' · Kildemoes 74' |

| Hà Lan | 0 – 3    | Bỉ                               |
| ------ | -------- | -------------------------------- |
|        | Chi tiết | Gelders 51', 74' · Maximus 80+2' |

| Bỉ | 0 – 0    | Đức |
| -- | -------- | --- |
|    | Chi tiết |     |

| Đan Mạch                  | 2 – 2    | Hà Lan                |
| ------------------------- | -------- | --------------------- |
| Sørensen 3' · Thomsen 61' | Chi tiết | Strik 33' · Roord 80' |

### Bảng 2
Lượt đấu cuối dự kiến diễn ra ngày 31 tháng 3 năm 2013, nhưng phải dời sang 14 tháng 4 năm 2013 vì bão tuyết.
| Đội              | Tr | T | H | B | BT | BB | HS | Đ |
| ---------------- | -- | - | - | - | -- | -- | -- | - |
| Ba Lan           | 3  | 2 | 1 | 0 | 6  | 2  | +4 | 7 |
| Na Uy            | 3  | 1 | 1 | 1 | 2  | 3  | −1 | 4 |
| Áo               | 3  | 1 | 1 | 1 | 5  | 4  | +1 | 4 |
| Cộng hòa Ireland | 3  | 0 | 1 | 2 | 2  | 6  | −4 | 1 |

| Cộng hòa Ireland | 1 – 2    | Ba Lan                |
| ---------------- | -------- | --------------------- |
| O'Connor 80+4'   | Chi tiết | Pajor 22' · Dudek 54' |

| Na Uy                       | 2 – 0    | Áo |
| --------------------------- | -------- | -- |
| Jensen 35' · Andreassen 49' | Chi tiết |    |

| Na Uy | 0 – 3    | Ba Lan                                |
| ----- | -------- | ------------------------------------- |
|       | Chi tiết | Pajor 18' · Jaszek 64' · Dudek 80+12' |

| Áo                                                         | 4 – 1    | Cộng hòa Ireland     |
| ---------------------------------------------------------- | -------- | -------------------- |
| Billa 16' · Dunst 32' · Knauseder 56' · Schwarzlmüller 70' | Chi tiết | Connolly 79' (ph.đ.) |

| Cộng hòa Ireland | 0 - 0 | Na Uy |
| ---------------- | ----- | ----- |
|                  |       |       |

| Ba Lan    | 1 - 1 | Áo        |
| --------- | ----- | --------- |
| Jaszek 1' |       | Billa 50' |

### Bảng 3
| Đội         | Tr | T | H | B | BT | BB | HS | Đ |
| ----------- | -- | - | - | - | -- | -- | -- | - |
| Tây Ban Nha | 3  | 2 | 1 | 0 | 6  | 1  | +5 | 7 |
| Pháp        | 3  | 2 | 1 | 0 | 6  | 2  | +4 | 7 |
| Bắc Ireland | 3  | 1 | 0 | 2 | 2  | 5  | −3 | 3 |
| Phần Lan    | 3  | 0 | 0 | 3 | 0  | 6  | −6 | 0 |

| Pháp                                   | 3 – 1    | Bắc Ireland |
| -------------------------------------- | -------- | ----------- |
| Barbe 70' · Rougemont 72' · Gauvin 77' | Chi tiết | Mackin 11'  |

| Tây Ban Nha                               | 3 – 0    | Phần Lan |
| ----------------------------------------- | -------- | -------- |
| García 22' · García Boa 40' · Sánchez 48' | Chi tiết |          |

| Pháp                       | 2 – 0    | Phần Lan |
| -------------------------- | -------- | -------- |
| Rougemont 11' · Gauvin 20' | Chi tiết |          |

| Bắc Ireland | 0 – 2    | Tây Ban Nha                  |
| ----------- | -------- | ---------------------------- |
|             | Chi tiết | Guijarro 4' · García Boa 21' |

| Tây Ban Nha           | 1 – 1    | Pháp       |
| --------------------- | -------- | ---------- |
| Caldentey 32' (ph.đ.) | Chi tiết | Elisor 18' |

| Phần Lan | 0 – 1    | Bắc Ireland |
| -------- | -------- | ----------- |
|          | Chi tiết | Feehan 41'  |

### Bảng 4
| Đội          | Tr | T | H | B | BT | BB | HS | Đ |
| ------------ | -- | - | - | - | -- | -- | -- | - |
| Thụy Điển    | 3  | 2 | 0 | 1 | 3  | 2  | +1 | 6 |
| Cộng hòa Séc | 3  | 1 | 1 | 1 | 5  | 4  | +1 | 4 |
| Ý            | 3  | 1 | 1 | 1 | 4  | 4  | 0  | 4 |
| Thụy Sĩ      | 3  | 1 | 0 | 2 | 2  | 4  | −2 | 3 |

| Thụy Sĩ | 0 – 1    | Thụy Điển  |
| ------- | -------- | ---------- |
|         | Chi tiết | Grabus 65' |

| Cộng hòa Séc               | 2 – 2    | Ý                            |
| -------------------------- | -------- | ---------------------------- |
| Daňková 32' · Svitková 58' | Chi tiết | Pittaccio 34' · Piemonte 79' |

| Thụy Điển                   | 2 – 1    | Cộng hòa Séc |
| --------------------------- | -------- | ------------ |
| Oskarsson 9' · Angeldal 23' | Chi tiết | Kotková 46'  |

| Thụy Sĩ          | 2 - 1    | Ý          |
| ---------------- | -------- | ---------- |
| Stierli 53', 66' | Chi tiết | Pochero 4' |

| Cộng hòa Séc          | 2 - 0    | Thụy Sĩ |
| --------------------- | -------- | ------- |
| Szewieczková 53', 59' | Chi tiết |         |

| Ý           | 1 - 0    | Thụy Điển |
| ----------- | -------- | --------- |
| Goldoni 31' | Chi tiết |           |